# Aïllant òptic

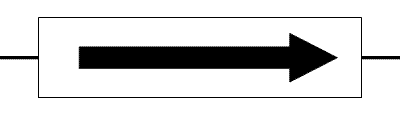
Imatge 1: El símbol en un circuit per un aïllant òptic

Un aïllant òptic és un component òptic que permet la transmissió de llum en una sola direcció. Es fa servir principalment per evitar la retroalimentació (feedback) indesitjada en un oscil·lador òptic, com el làser de cavitat. L'operació de l'aparell depèn de l'efecte de Faraday, el qual és usat com a principal component del rotador Faraday.